# Wereldkampioenschappen schaatsen afstanden 2024 - 1500 meter vrouwen
De 1500 meter vrouwen op de wereldkampioenschappen schaatsen afstanden 2024 werd gereden op zondag 18 februari 2024 in de Olympic Oval in Calgary, Canada.
Titelverdedigster was Antoinette Rijpma-de Jong.

## Uitslag
| #      | Schaatser                 | Land                | Tijd       | Verschil | Rit  |
| ------ | ------------------------- | ------------------- | ---------- | -------- | ---- |
| Goud   | Miho Takagi               | Japan               | 1.52,29    | -        | 11 I |
| Zilver | Han Mei                   | China               | 1.52,72    | + 0,43   | 11 O |
| Brons  | Joy Beune                 | Nederland           | 1.52,91    | + 0,62   | 12 I |
| 4      | Antoinette Rijpma-de Jong | Nederland           | 1.53,27    | + 0,98   | 8 O  |
| 5      | Ayano Sato                | Japan               | 1.53,29    | + 1,00   | 7 O  |
| 6      | Ivanie Blondin            | Canada              | 1.53,41    | + 1,12   | 10 O |
| 7      | Kimi Goetz                | Verenigde Staten    | 1.53,98    | + 1,69   | 9 O  |
| 8      | Marijke Groenewoud        | Nederland           | 1.54,59    | + 2,30   | 12 O |
| 9      | Kaitlyn McGregor          | Zwitserland         | 1.54,91 PR | + 2,62   | 7 I  |
| 10     | Valérie Maltais           | Canada              | 1.54,99    | + 2,70   | 8 I  |
| 11     | Brittany Bowe             | Verenigde Staten    | 1.55,73    | + 3,44   | 10 I |
| 12     | Mia Manganello            | Verenigde Staten    | 1.55,78    | + 3,49   | 4 I  |
| 13     | Ellia Smeding             | Verenigd Koninkrijk | 1.55,83 PR | + 3,54   | 5 I  |
| 14     | Ragne Wiklund             | Noorwegen           | 1.56,16    | + 3,87   | 9 I  |
| 15     | Abigail McCluskey         | Canada              | 1.56,28    | + 3,99   | 5 O  |
| 16     | Sumire Kikuchi            | Japan               | 1.56,48    | + 4,19   | 1 O  |
| 17     | Isabelle van Elst         | België              | 1.56,96 PR | + 4,67   | 6 O  |
| 18     | Tian Ruining              | China               | 1.57,32    | + 5,03   | 2 I  |
| 19     | Natalia Jabrzyk           | Polen               | 1.57,42 PR | + 5,13   | 3 O  |
| 20     | Kang Soomin               | Zuid-Korea          | 1.57,43 PR | + 5,14   | 3 I  |
| 21     | Jekaterina Ajdova         | Kazachstan          | 1.57,62    | + 5,33   | 2 O  |
| 22     | Sandrine Tas              | België              | 1.57,82    | + 5,53   | 4 O  |
| 23     | Laura Peveri              | Italië              | 1.58,49 PR | + 6,20   | 1 I  |
| 24     | Yang Binyu                | China               | 1.59,28    | + 6,99   | 6 I  |

De Japanse Momoka Horikawa had zich teruggetrokken. De vrijgekomen plaats werd ingenomen door haar landgenote Sumire Kikuchi.

## IJs- en klimaatcondities
|                  | Start  | Eind   |
| ---------------- | ------ | ------ |
| Tijd             | 15:08  | 15:49  |
| Luchttemperatuur | 16,9°C | 16,9°C |
| IJstemperatuur   | -8,2°C | -8,2°C |
| Luchtvochtigheid | 27,0%  | 27,0%  |

1996 · 
1997 · 
1998 · 
1999 · 
2000 · 
2001 · 
2003 · 
2004 · 
2005 · 
2007 · 
2008 · 
2009 · 
2011 · 
2012 · 
2013 · 
2015 · 
2016 · 
2017 · 
2019 · 
2020 · 
2021 · 
2023 · 
2024 · 
2025